# Gran Premio motociclistico d'Europa 1992
Il Gran Premio motociclistico d'Europa 1992 fu il sesto appuntamento del motomondiale 1992.
Si svolse il 31 maggio 1992 sul circuito di Catalogna e registrò la vittoria di Wayne Rainey nella classe 500, di Luca Cadalora nella classe 250 e di Ezio Gianola nella classe 125.

## Classe 500
Prima vittoria della stagione per il campione mondiale in carica Wayne Rainey, che ha preceduto l'australiano Michael Doohan, con quest'ultimo nettamente in testa alla classifica piloti dopo quattro vittorie e due secondi posti. Sul terzo gradino del podio lo statunitense Doug Chandler.

### Arrivati al traguardo
| Pos. | Nº | Pilota               | Squadra                   | Motocicletta  | Giri | Tempo     | Griglia | Punti |
| ---- | -- | -------------------- | ------------------------- | ------------- | ---- | --------- | ------- | ----- |
| 1º   | 1  | Wayne Rainey         | Marlboro Team Roberts     | Yamaha        | 26   | 47'31.348 | 4º      | 20    |
| 2º   | 2  | Michael Doohan       | Rothmans Honda            | Honda         | 26   | +0.057    | 1º      | 15    |
| 3º   | 10 | Doug Chandler        | Lucky Strike Suzuki       | Suzuki        | 26   | +14.762   | 7º      | 12    |
| 4º   | 34 | Kevin Schwantz       | Lucky Strike Suzuki       | Suzuki        | 26   | +16.333   | 5º      | 10    |
| 5º   | 4  | John Kocinski        | Marlboro Team Roberts     | Yamaha        | 26   | +28.147   | 2º      | 8     |
| 6º   | 7  | Eddie Lawson         | Cagiva Team Agostini      | Cagiva        | 26   | +35.574   | 10º     | 6     |
| 7º   | 19 | Niall Mackenzie      | Yamaha Motor France Banco | Yamaha        | 26   | +42.813   | 6º      | 4     |
| 8º   | 17 | Miguel Duhamel       | Yamaha Motor France Banco | Yamaha        | 26   | +43.805   | 12º     | 3     |
| 9º   | 8  | Randy Mamola         | Budweiser Team            | Yamaha        | 26   | +44.152   | 11º     | 2     |
| 10º  | 6  | Juan Garriga         | Ducados Yamaha            | Yamaha        | 26   | +49.388   | 9º      | 1     |
| 11º  | 12 | Alex Barros          | Cagiva Team Agostini      | Cagiva        | 26   | +1'11.219 | 8º      |       |
| 12º  | 21 | Peter Goddard        | Valvoline Team WCM        | ROC Yamaha    | 26   | +1'11.301 | 13º     |       |
| 13º  | 31 | Thierry Crine        | Ville de Paris            | ROC Yamaha    | 26   | +1'28.596 | 15º     |       |
| 14º  | 32 | Toshiyuki Arakaki    |                           | ROC Yamaha    | 26   | +1'28.645 | 14º     |       |
| 15º  | 37 | Juan López Mella     | Nivea For Men Team        | ROC Yamaha    | 26   | +1'40.342 | 19º     |       |
| 16º  | 26 | Kevin Mitchell       | MBM Racing                | Harris Yamaha | 26   | +1'41.817 | 20º     |       |
| 17º  | 14 | Dominique Sarron     | ROC Banco                 | ROC Yamaha    | 25   | +1 giro   | 17º     |       |
| 18º  | 18 | Michael Rudroff      | Rallye Sport              | Harris Yamaha | 25   | +1 giro   | 18º     |       |
| 19º  | 11 | Eddie Laycock        | Millar Racing             | Yamaha        | 25   | +1 giro   | 22º     |       |
| 20º  | 27 | Serge David          |                           | ROC Yamaha    | 25   | +1 giro   | 21º     |       |
| 21º  | 23 | Nicholas Schmassmann |                           | ROC Yamaha    | 25   | +1 giro   | 25º     |       |
| 22º  | 16 | Marco Papa           | Librenti Corse            | Librenti      | 25   | +1 giro   | 26º     |       |
| 23º  | 24 | Lucio Pedercini      | Paton Grand Prix          | Paton         | 24   | +2 giri   | 27º     |       |
| 24º  | 25 | Josef Doppler        |                           | ROC Yamaha    | 24   | +2 giri   | 30º     |       |

### Ritirati
| Nº | Pilota           | Squadra               | Motocicletta  | Giri | Griglia |
| -- | ---------------- | --------------------- | ------------- | ---- | ------- |
| 15 | Cees Doorakkers  | HEK Racing            | Harris Yamaha | 24   | 23º     |
| 22 | Simon Buckmaster | Padgett's Motorcycles | Harris Yamaha | 24   | 24º     |
| 36 | Claude Arciero   | Arciero Racing        | ROC Yamaha    | 11   | 28º     |
| 28 | Àlex Crivillé    | Campsa Honda          | Honda         | 9    | 3º      |
| 33 | Corrado Catalano | KCS International     | ROC Yamaha    | 8    | 16º     |
| 30 | Peter Graves     | Peter Graves Racing   | Harris Yamaha | 0    | 29º     |

### Non qualificati
| Nº | Pilota                | Squadra     | Motocicletta  |
| -- | --------------------- | ----------- | ------------- |
| 29 | Andreas Leuthe        | VRP Racing  | VRP           |
| 35 | Larry Moreno Vacondio | Team Domina | Harris Yamaha |

## Classe 250
Curiosamente l'ordine di arrivo della gara, per quanto riguarda le prime quattro posizioni è stato il medesimo del Gran Premio precedente, con tre piloti italiani ai primi tre posti, rispettivamente Luca Cadalora, Loris Reggiani e Max Biaggi, seguiti dal tedesco Helmut Bradl.

### Arrivati al traguardo
| Pos. | Pilota               | Motocicletta | Giri | Tempo     | Griglia | Punti |
| ---- | -------------------- | ------------ | ---- | --------- | ------- | ----- |
| 1º   | Luca Cadalora        | Honda        | 24   | 45'03.411 | 2º      | 20    |
| 2º   | Loris Reggiani       | Aprilia      | 24   | +0.240    | 5º      | 15    |
| 3º   | Max Biaggi           | Aprilia      | 24   | +0.423    | 1º      | 12    |
| 4º   | Helmut Bradl         | Honda        | 24   | +0.903    | 3º      | 10    |
| 5º   | Jochen Schmid        | Yamaha       | 24   | +10.452   | 4º      | 8     |
| 6º   | Pierfrancesco Chili  | Aprilia      | 24   | +18.095   | 6º      | 6     |
| 7º   | Doriano Romboni      | Honda        | 24   | +25.176   | 11º     | 4     |
| 8º   | Alberto Puig         | Aprilia      | 24   | +32.228   | 8º      | 3     |
| 9º   | Jean-Philippe Ruggia | Gilera       | 24   | +34.291   | 10º     | 2     |
| 10º  | Paolo Casoli         | Yamaha       | 24   | +49.140   | 17º     | 1     |
| 11º  | Andreas Preining     | Aprilia      | 24   | +1'05.397 | 15º     |       |
| 12º  | Frédéric Protat      | Aprilia      | 24   | +1'19.542 | 21º     |       |
| 13º  | Eskil Suter          | Aprilia      | 24   | +1'23.229 | 32º     |       |
| 14º  | Bernard Haenggeli    | Aprilia      | 24   | +1'24.038 | 26º     |       |
| 15º  | Luis d'Antín         | Honda        | 24   | +1'24.847 | 29º     |       |
| 16º  | Erkka Korpiaho       | Aprilia      | 24   | +1'25.105 | 28º     |       |
| 17º  | Stefan Prein         | Honda        | 24   | +1'27.141 | 18º     |       |
| 18º  | Adi Stadler          | Honda        | 24   | +1'38.503 | 27º     |       |
| 19º  | Jean Pierre Jeandat  | Honda        | 24   | +1'39.489 | 31º     |       |
| 20º  | Michele Gallina      | Yamaha       | 24   | +1'39.744 | 33º     |       |
| 21º  | Yves Briguet         | Honda        | 23   | +1 giro   | 25º     |       |
| 22º  | Javier Rodriguez     | Honda        | 23   | +1 giro   | 35º     |       |

### Ritirati
| Pilota                    | Motocicletta | Giri | Griglia |
| ------------------------- | ------------ | ---- | ------- |
| Bernard Cazade            | Honda        | 19   | 34º     |
| Herri Torrontegui         | Suzuki       | 15   | 16º     |
| Harald Eckl               | Aprilia      | 10   | 23º     |
| Patrick van den Goorbergh | Aprilia      | 8    | 20º     |
| Carlos Lavado             | Gilera       | 8    | 12º     |
| Carlos Cardús             | Honda        | 5    | 9º      |
| Katsuyoshi Kozono         | Honda        | 3    | 30º     |
| Masahiro Shimizu          | Honda        | 1    | 14º     |
| Wilco Zeelenberg          | Suzuki       | 1    | 7º      |
| Jurgen van den Goorbergh  | Aprilia      | 1    | 22º     |
| Loris Capirossi           | Honda        | 1    | 13º     |
| Bernd Kassner             | Aprilia      | 0    | 19º     |
| Adrian Bosshard           | Honda        | 0    | 24º     |

## Classe 125
Seconda vittoria consecutiva per l'italiano Ezio Gianola che ha preceduto altri due connazionali, Gabriele Debbia e Fausto Gresini.

### Arrivati al traguardo
| Pos. | Pilota              | Motocicletta | Tempo     | Griglia | Punti |
| ---- | ------------------- | ------------ | --------- | ------- | ----- |
| 1º   | Ezio Gianola        | Honda        | 43'35.994 | 1º      | 20    |
| 2º   | Gabriele Debbia     | Honda        | +0.074    | 5º      | 15    |
| 3º   | Fausto Gresini      | Honda        | +6.628    | 4º      | 12    |
| 4º   | Alessandro Gramigni | Aprilia      | +6.956    | 13º     | 10    |
| 5º   | Dirk Raudies        | Honda        | +7.180    | 3º      | 8     |
| 6º   | Carlos Giró         | Aprilia      | +7.626    | 8º      | 6     |
| 7º   | Bruno Casanova      | Aprilia      | +11.238   | 2º      | 4     |
| 8º   | Noboru Ueda         | Honda        | +26.131   | 12º     | 3     |
| 9º   | Nobuyuki Wakai      | Honda        | +28.501   | 10º     | 2     |
| 10º  | Jorge Martínez      | Honda        | +28.729   | 9º      | 1     |
| 11º  | Hans Spaan          | Aprilia      | +34.741   | 7º      |       |
| 12º  | Ralf Waldmann       | Honda        | +45.374   | 6º      |       |
| 13º  | Maik Stief          | Aprilia      | +58.467   | 17º     |       |
| 14º  | Juan Bautista Borja | Honda        | +1'01.355 | 27º     |       |
| 15º  | Manuel Hernández    | Aprilia      | +1'01.478 | 22º     |       |
| 16º  | Alain Bronec        | Honda        | +1'05.608 | 25º     |       |
| 17º  | Julián Miralles     | Honda        | +1'09.136 | 19º     |       |
| 18º  | Hisashi Unemoto     | Honda        | +1'09.142 | 32º     |       |
| 19º  | Oliver Petrucciani  | Honda        | +1'20.705 | 14º     |       |
| 20º  | Giovanni Palmieri   | Gazzaniga    | +1'45.630 | 28º     |       |
| 21º  | Giuseppe Fiorillo   | Yamaha       | +1 giro   | 35º     |       |

### Ritirati
| Pilota           | Motocicletta | Griglia |
| ---------------- | ------------ | ------- |
| Peter Öttl       | Rotax        | 21º     |
| Loek Bodelier    | Honda        | 26º     |
| Oliver Koch      | Honda        | 23º     |
| Luis Alvaro      | JJ Cobas     | 24º     |
| Kin'ya Wada      | Honda        | 20º     |
| Robin Appleyard  | Honda        | 31º     |
| Hubert Abold     | Honda        | 30º     |
| Steve Patrickson | Honda        | 34º     |
| Heinz Lüthi      | Honda        | 11º     |
| Arie Molenaar    | Aprilia      | 15º     |
| Takao Shimizu    | Honda        | 16º     |
| Alfred Waibel    | Honda        | 29º     |